# 자본축적론
자본축적론(독일어: Die Akkumulation des Kapitals, 영어: The Accumulation of Capital, 한자: 資本蓄積論)은 로자 룩셈부르크가 1913년에 저작한, 마르크스주의의 자본론에서 언급한 자본주의와 제국주의의 관계를 확실시시킨 이론 서적이다. 그는 이 책에서 팽창해야 축적이 가능한 자본의 본질을 경제적으로 분석하고, 자본 팽창의 역사적 과정을 통해 이를 증명하면서, 그 종착지가 전 세계 차원의 사회주의라고 명확하게 주장하고 있다.

## 내용
기존의 마르크스 자본론은 교육 수준이 낮은 독일 공산당원이나, 산업 노동자들이 이해할 수 없었던 내용이었다. 이러한 문제를 해결하기 위해, 로자 룩셈부르크는 마르크스의 자본론에서 나오는 자본주의와 제국주의의 관계성에 대해 쉽게 풀이하여 《자본축적론》을 저작했다. 하지만 이는 실질적으로는 크게 중요한 이유는 아니고, 자본축적론의 주된 내용은 자본축적과 자본주의 그리고 제국주의와 자본주의의 관계를 풀어나가는 것이 주요 목표이다. 로자 룩셈부르크는 이 책에서 자본주의에서 제국주의는 상생 관계라고 정의했으며, 마르크스주의에서 나온 자본 축적의 사전적 의미 외 자본주의 사회가 비자본주의 사회를 착취하면서 생겨나는 자본 축적 과정을 밝혔다.
서문에서 룩셈부르크는 제국주의의 현실 정치와 그 경제적 뿌리를 설명하는 것을 글을 쓰는 목적으로 밝히고 있다. 이를 위해 마르크스 이론의 대중화와 자본주의 생산의 객관적이고 역사적인 한계에 대한 충분하고 상세한 설명을 시도한다. 이 책은 3부로 구성되어 있는데, 제1부와 제2부에서 룩셈부르크는 마르크스 이전 고전학파 이론가들의 재생산 이론과 이에 대한 비판으로 성립된 마르크스의 재생산 이론, 더 나아가 그 이론을 둘러싼 논쟁을 집중적으로 분석하고 있다. 마지막에서는 20세기 중반 이후에 전개된 세계 차원에서 자본의 실제적 축적 과정을 역사적으로 분석하고 있다.
로자의 의견에 따르면 자본주의는 공황 또는 필연적 붕괴를 막기 위해 비자본주의 영역을 자본주의 영역으로 끌어들이며, 독점자본주의에 대한 피착취 자본주의 영역이 많아질 수록, 자본주의는 쉽게 유지된다. 그러나, 피착취 자본주의 국가들이 반자본주의로 돌아서게 되면, 독점자본주의 국가의 시장 조절 수위의 한계점이 가까워지고, 그로 인해 자본주의 국가에서의 노동자 혁명이 앞당겨진다고 설명하였다. 이때문에, 비자본주의 체제에서 자본주의 체제로 전환이 될만한 국가들이 자본주의를 받아들이지 않고, 비자본주의 영역에서 반자본주의 영역으로 갈 경우, 자본주의는 쉽게 붕괴한다. 자본축적론은 로자 룩셈부르크가 주장했던 전통 마르크스주의 사상의 근거이자, 정립화 된 경제적 논리의 역할을 했다. 그리고 착취 관계와 더불어 자본주의가 유지될 수 있는 역사적 상태를 설명했고, 개량주의자들을 비판했다.
룩셈부르크는 자본의 확대 재생산, 즉 축적이 실제로 어떠한 조건에서 계속 진행되는가를 밝히고자 했다. 마르크스처럼 그녀는 중농학파의 사회적 재생산에 대한 문제의식을 높게 평가하면서, 고전학파 경제학의 총자본의 재생산 문제를 마르크스와 동일한 입장으로 비판한다. 비판의 출발점은 총생산물의 상호 교환에서 단지 임금(가변자본)과 잉여가치만이 실현되며, 불변자본은 결코 대체되지 않지만 재생산의 진행이 가능하다고 주장하는 스미스의 가격 분석이다. 룩셈부르크는 스미스도 재생산에서 불변자본의 대체가 필수적이라는 것을 인식하고 있었다는 사실을 인정하지만, 스미스가 이에 대한 분석을 전혀 하지 않고 자신의 가격 이론만을 주장하는 사실을 강조한다. 따라서 스미스의 후계자들에 의해 계승되고 발전된 총자본의 재생산 문제는 근본적으로 혼란에 빠지게 되었다. 그녀는 세, 시스몽디 그리고 맬서스 등의 고전학파 이론가들이 사회적 재생산 문제를 설명하는 데에서 직면한 근본적인 어려움의 뿌리를 스미스의 가격 이론에서 찾고 있다.
이러한 고전학파의 재생산 문제에 대한 마르크스의 비판은 정당하다. 하지만 룩셈부르크의 입장에서는 자본론 2권에서 분석되고 있는 마르크스의 재생산 공식 자체가 논리적인 모순에 빠져 있다. 단지 마르크스가 전제한 자본주의 생산 양식만이 존재하는 순수한 자본주의 조건에서 자본의 축적은 현실적으로 계속 증가해야 할 수요의 부족 때문에 불가능하다는 것이며, 룩셈부르크는 마르크스의 재생산 공식이 이러한 구체적인 사실을 설명하는 데 실패했다고 파악한다.

룩셈부르크주의는 이 자본축적론을 필두로 한 사상이다. 각 3부에 관한 표제는 다음과 같다.
1. 재생산의 문제(The Problem of Reproduction)
2. 문제에 대한 역사적 설명(The Historical Exposition of the Problem)
3. 축적의 역사적 조건(The Historical Conditions of Accumulation)

## 같이 보기
- 공산주의
- 자본주의
- 제국주의
- 자본 축적
- 좌파 공산주의
- 룩셈부르크주의
- 자본론
- 마르크스주의
- 로자 룩셈부르크